# Castelo de Kilbirnie

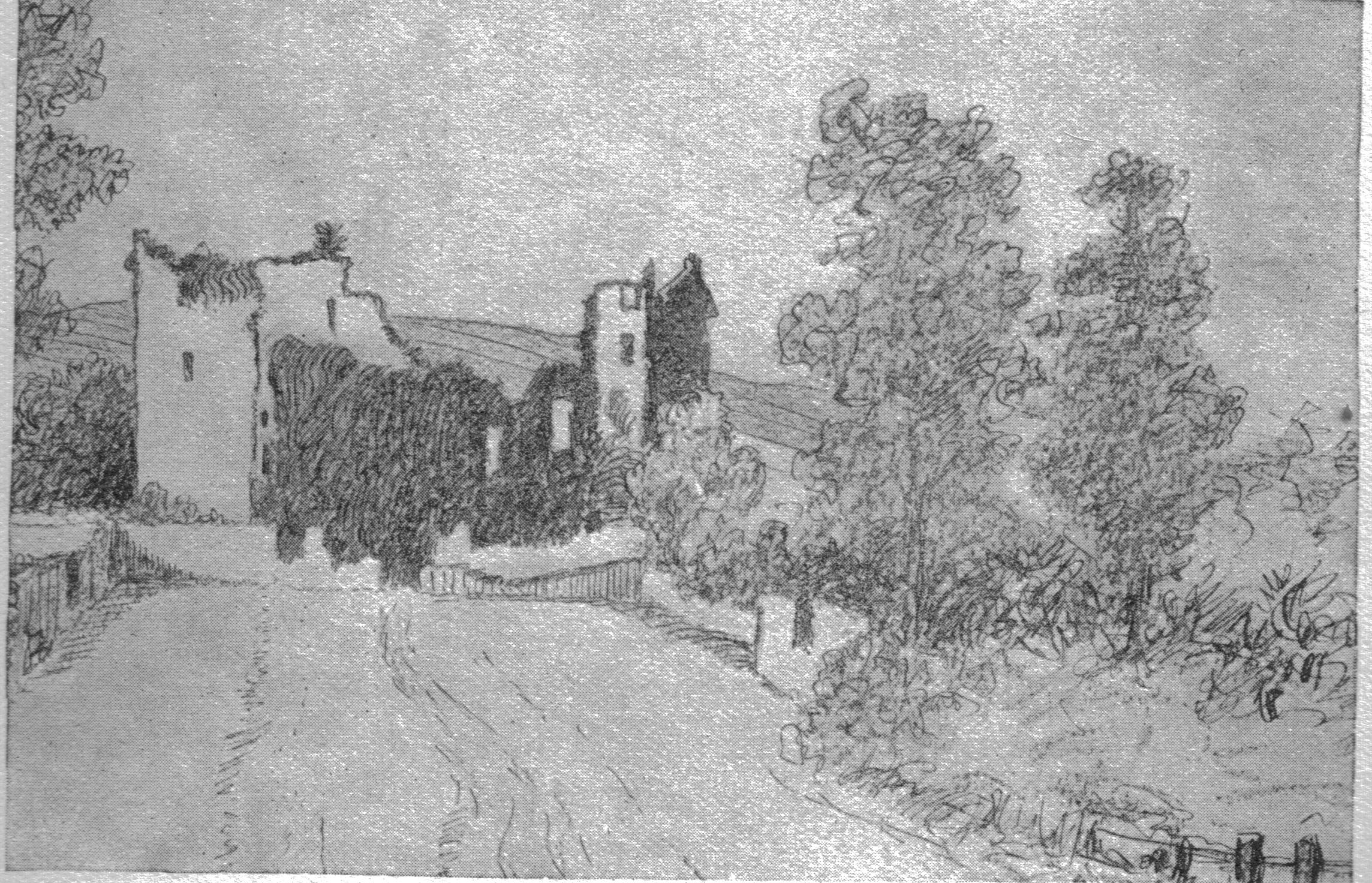
Castelo de Kilbirnie no século XIX, Escócia.

O Castelo de Kilbirnie ou Kilbirnie Place (em inglês:  Kilbirnie Castle) é um castelo do século XIV atualmente em ruínas localizado em Kilbirnie, North Ayrshire, Escócia.

## História
Julga-se ter sido construído por volta de 1470 por Malcolm Crawford. Os acrescentos, construídos por John Crawford por volta de 1627, foram um edifício retangular com 22,5 metros de comprimento por 7,62 metros de largura.
O edifício sofreu um incêndio em 1757 e foi permitido cair em ruínas.
Encontra-se classificado na categoria "B" do "listed building" desde 14 de abril de 1971.

## Estrutura
A estrutura é de dois períodos destintos; uma torre de menagem com quatro pisos do século XIV com 12 metros de altura por 9 metros de largura e paredes de 2,13 a 2,43 metros de espessura; e edifícios do século XVII acrescentados.